# Wildenberg (Rothaargebirge)
Der Wildenberg ist eine 469,1 m ü. NHN hohe Erhebung des Rothaargebirges. Er liegt bei Wilnsdorf im nordrhein-westfälischen Kreis Siegen-Wittgenstein.

## Geographie

### Lage
Der im Südteil von Rothaargebirge und Siegerland im Gemeindegebiet von Wilnsdorf südlich von dessen gleichnamigem Kernort, südöstlich des Wilnsdorfer Ortsteils Wilden und nordnordöstlich des Burbacher Ortsteils Gilsbach gelegene Wildenberg gehört zum Massiv der Kalteiche (579,3 m). Nach Osten leitet die Landschaft des Bergs vorbei an den Erhebungen Stollenberg (467,2 m) und Löhrsberg (561,6 m) zur Kalteiche über, nach Südosten durch die Täler vom Wildebach (Wildenbach) und dessen Zufluss Wiebelhäuser Bach vorbei am Holzholzer Kopf (542,9 m) zum Donnerhain (560,7 m), nach Südsüdwesten zum jenseits des Wildebachtals und dortigem Landeskroner Weiher befindlichen Walkersdorfer Berg (526 m) und nach Westen zum jenseits dieses Tals liegenden Bautenberg (Baudenberg; 512,9 m). Der am östlich gelegenen Löhrsberg entspringende Wildebach fließt von Süden bis Westen um den Wildenberg herum, um sich dann in Richtung Nordwesten vom Berg zu entfernen; in diesen Bach mündet südlich des Wildenbergs der Wiebelhäuser Bach.
Der Berg liegt im Landschaftsschutzgebiet Landeskroner Weiher, Wiebelhausen (CDDA-Nr. 322403; 1991; 8 km²).

### Naturräumliche Zuordnung
Der Wildenberg gehört in der naturräumlichen Haupteinheitengruppe Süderbergland (Nr. 33), in der Haupteinheit Rothaargebirge (mit Hochsauerland) (333) und in der Untereinheit Dill-Lahn-Eder-Quellgebiet (333.0) zum Naturraum Kalteiche (mit Haincher Höhe) (333.00), wobei sich als Naturräume in der Haupteinheit Siegerland (331) und Untereinheit Hellerbergland (331.3) das Nördliche Hellerbergland (331.30) im Nordwesten und in der Untereinheit Nordsiegerländer Bergland (331.0) das Südliche Siegener Bergland (331.04) im Nordosten anschließen.

### Berghöhe
Der Wildenberg ist 469,1 m hoch, als Höhe wird aber auch 468,7 m angegeben. Etwa 15 m östlich seines Gipfels liegt ein trigonometrischer Punkt auf 468,8 m Höhe. In topographischen Karten sind um den Gipfel weitere Höhenangaben auf 468,1 und 464,5 m Höhe zu finden.

## Verkehr und Bergbau
Über die Westflanke des Wildenbergs verläuft die Bundesautobahn 45 (Sauerlandlinie), an der sich in Fahrtrichtung Wilnsdorf–Haiger/Burbach der kleine Rastplatz Am Wildenberg befindet, etwas westlich davon führt die Landesstraße 723 als Verbindungsstraße von Wilden nach Gilsbach und etwas nordöstlich der Erhebung verläuft die Bundesstraße 54 von Wilnsdorf in Richtung Haiger. Die Erhebung selbst ist auf Waldwegen und Pfaden zu erreichen.
Am nordwestlichen Bergfuß war bis 1917 die Grube Landeskrone in Betrieb; gefördert wurde Bleierz.